# Lincoln Mark
Lincoln Mark Series — ряд ексклюзивних купе та седанів класу люкс, що американський автовиробник Ford виготовляв з 1956 по 1960 рік і з 1969 по 1998 рік. Автомобілі були розташовані в ієрархії моделі вище за звичайні моделі Lincoln; вони були в основному - але не завжди - найдорожчими легковими автомобілями Ford Motor Company.
Позначення моделей протягом багатьох років не є однорідним і викликає плутанину в кількох аспектах. Більшість автомобілів було продано не як Lincoln, а як Continental.
Автомобілі Марк серії виготовлялись з кузовами купе, але в деяких моделях були автомобілі з кузовами седан і кабріолет. З 1969 року автомобілі Марк серії змагалися у сегменті так званих особистих автомобілів класу люкс з Cadillac Eldorado, а також з Chrysler Imperial. У США моделі Mark серії сприймаються як втілення американської розкоші. Виробництво останніх Mark закінчилося в 1998 році. У 2002 році було також припинено виробництво Cadillac Eldorado.
Особливістю всіх моделей Mark є велика арка на краю кришки багажника, яка створює враження постійного запасного колеса. Це було данню першій серії, яка, насправді, мала запасне колесо в металевій оболонці на кормі.
Починаючи з 2007 року, майже всі автомобілі Lincoln в позначенні прийняли префікс "MK", як продовження серії Mark.

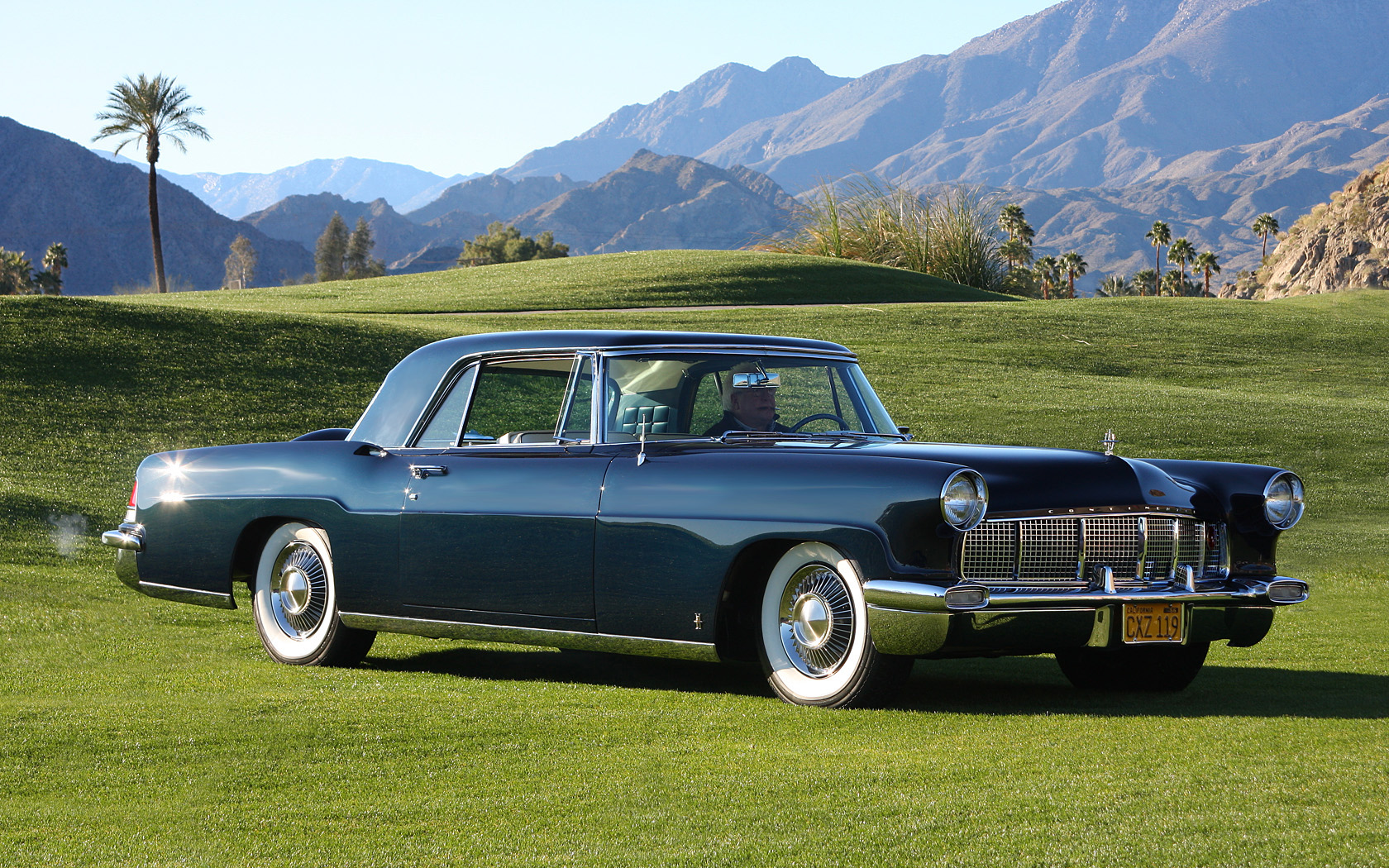
Continental Mark II
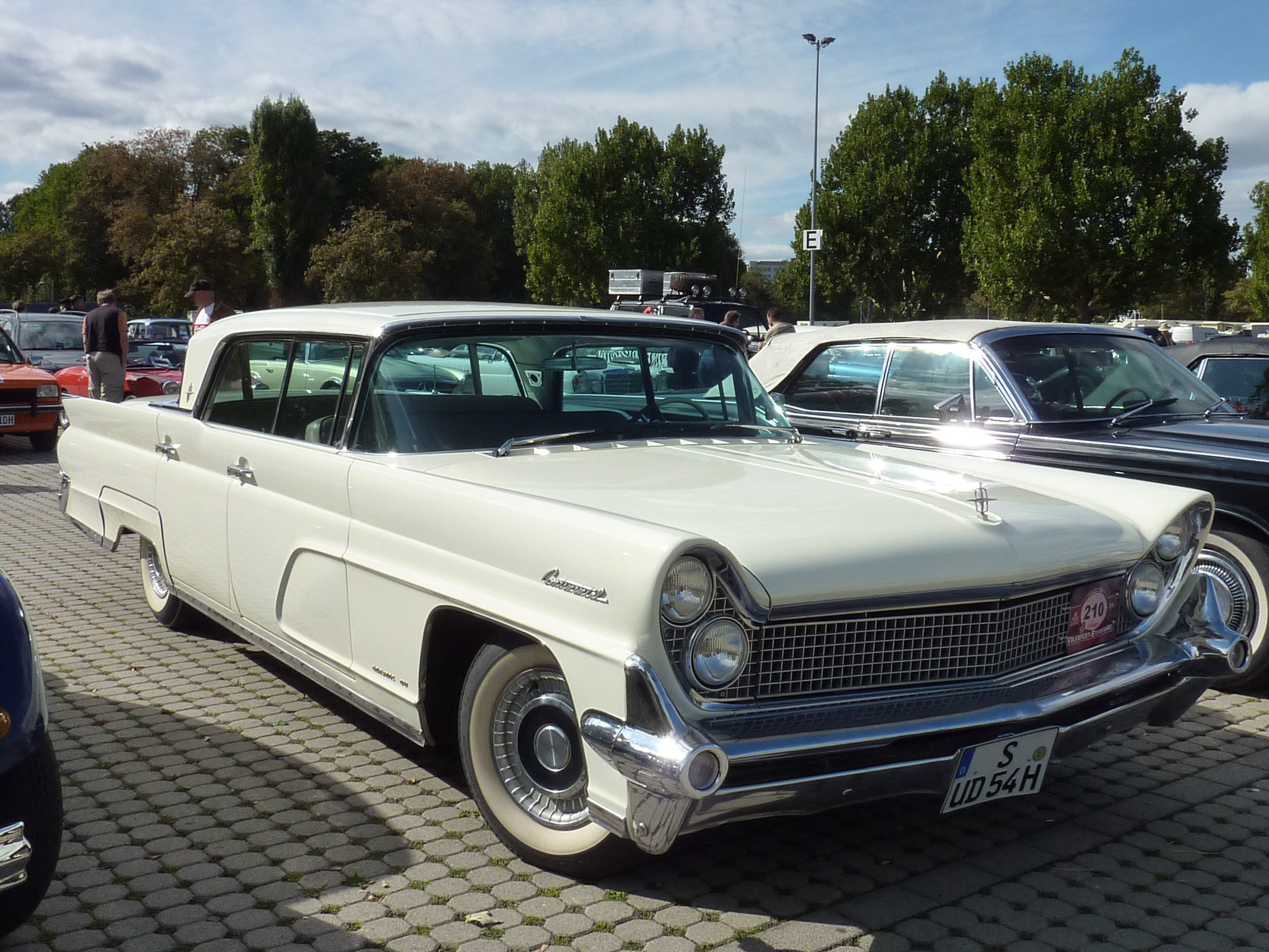
Continental Mark III-V
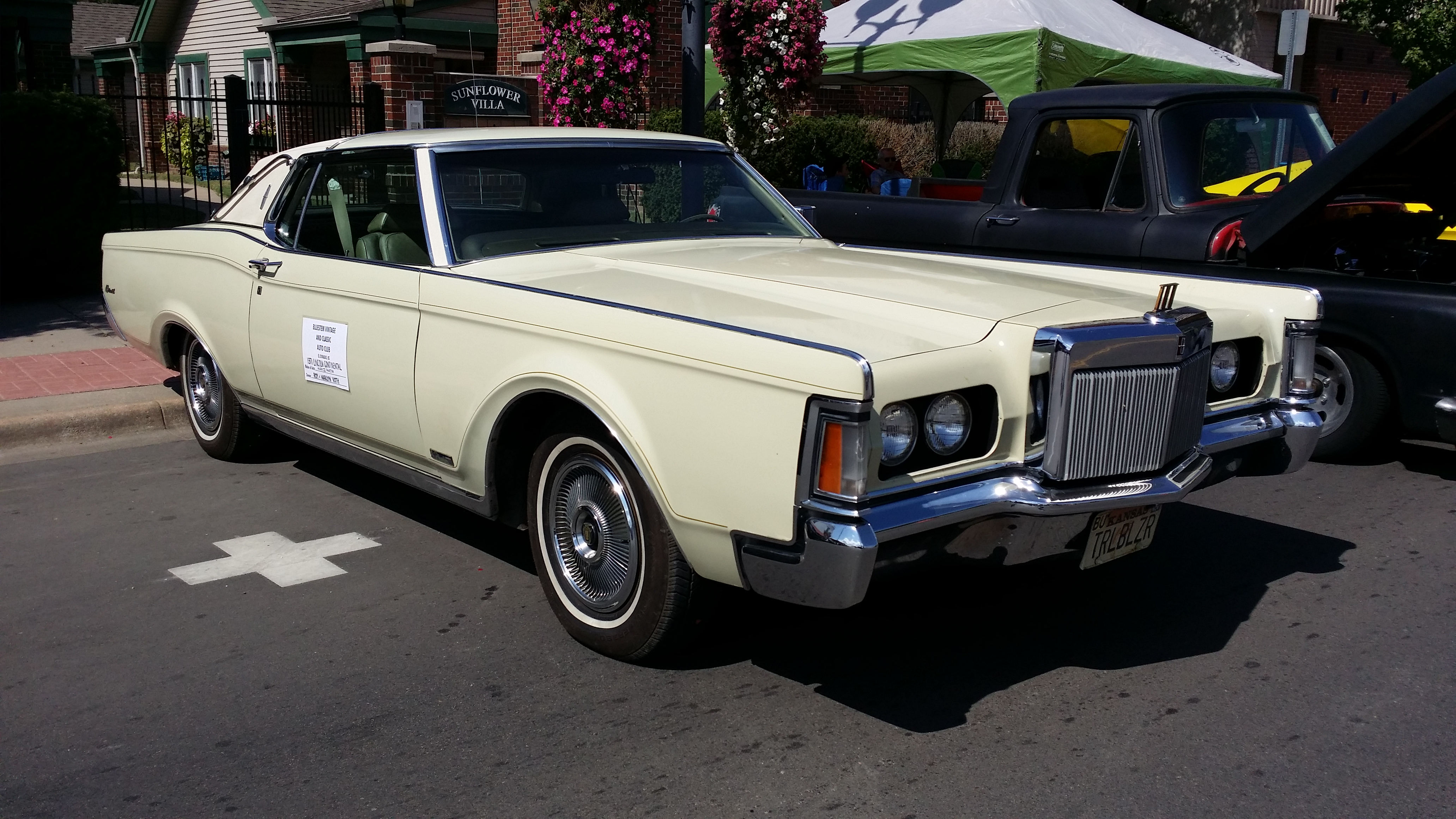
Lincoln Continental Mark III
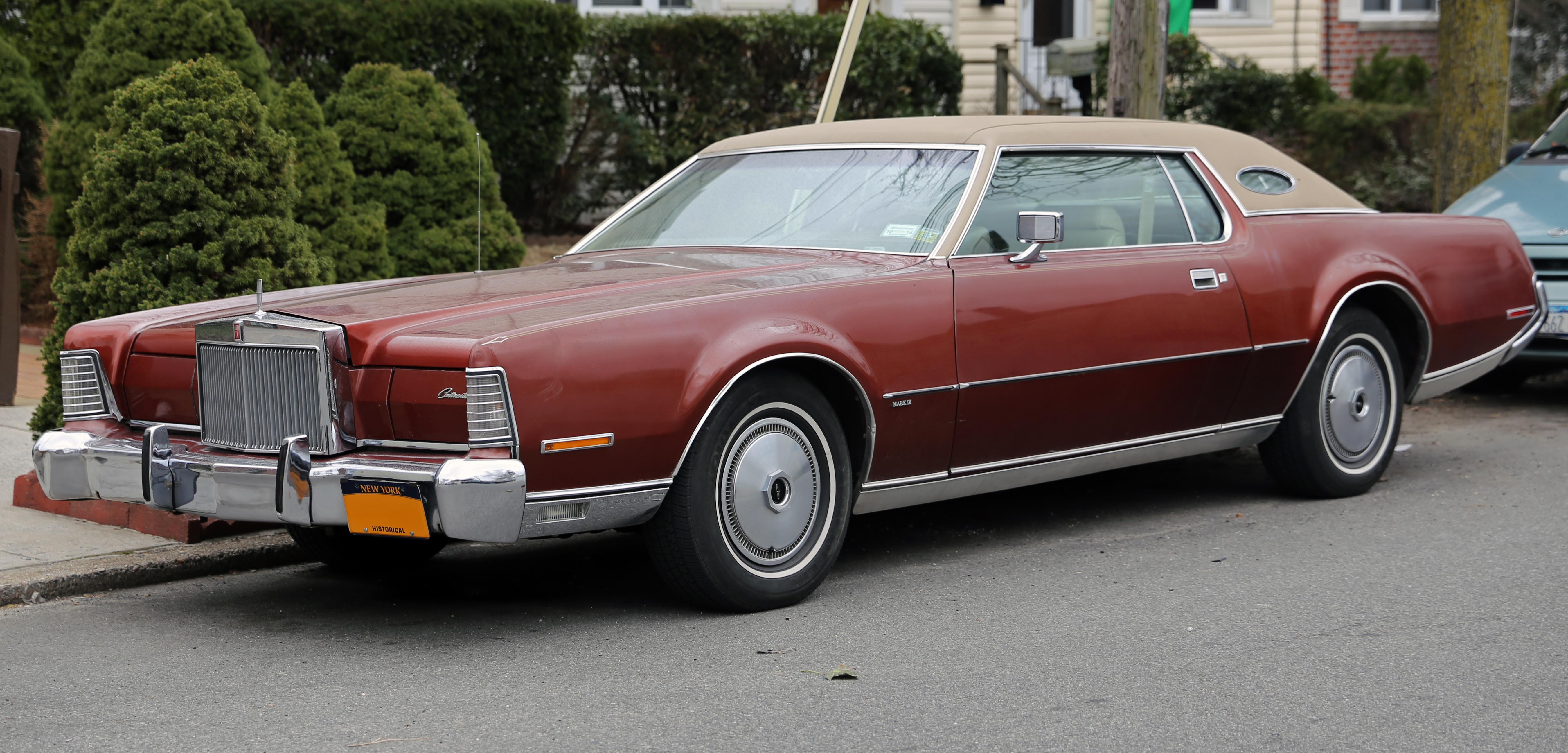
Lincoln Continental Mark IV
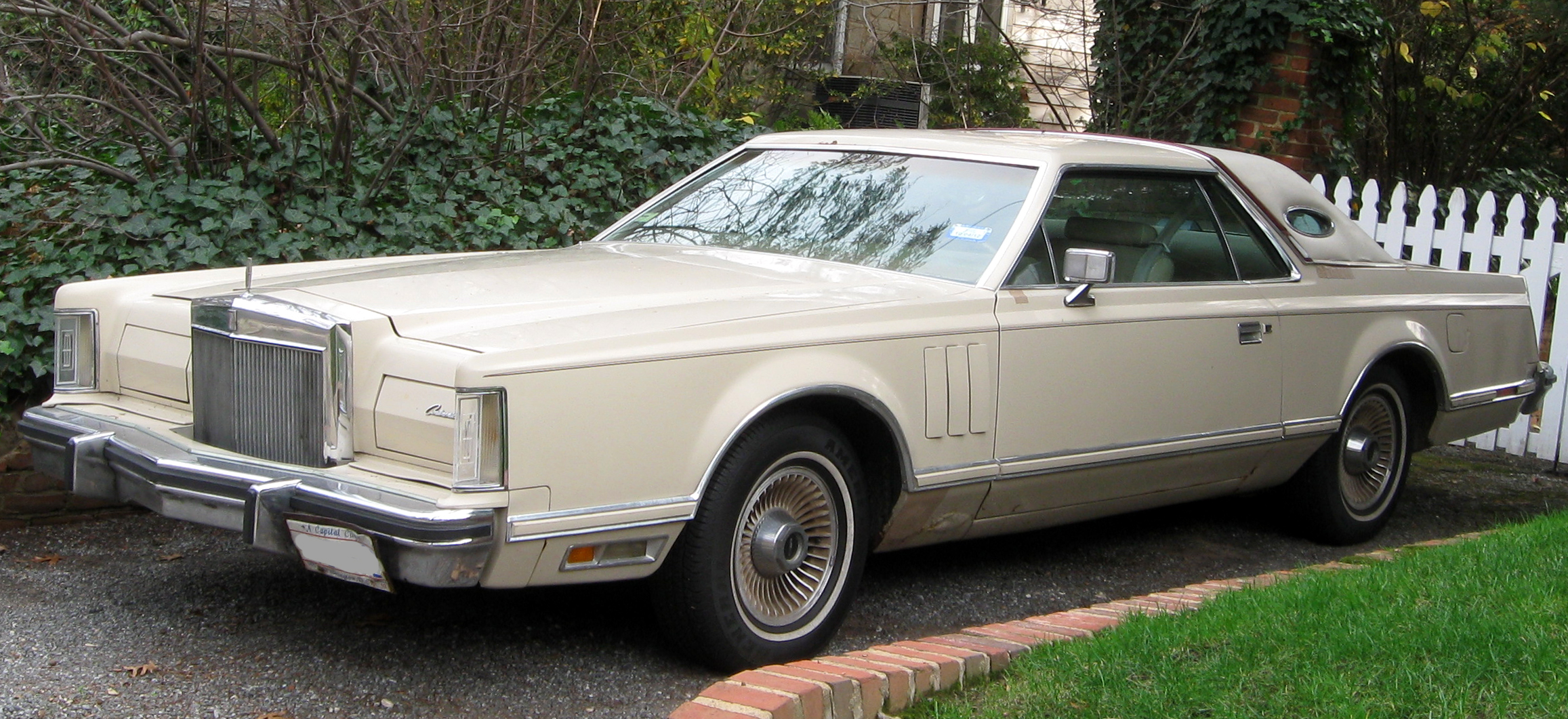
Lincoln Continental Mark V
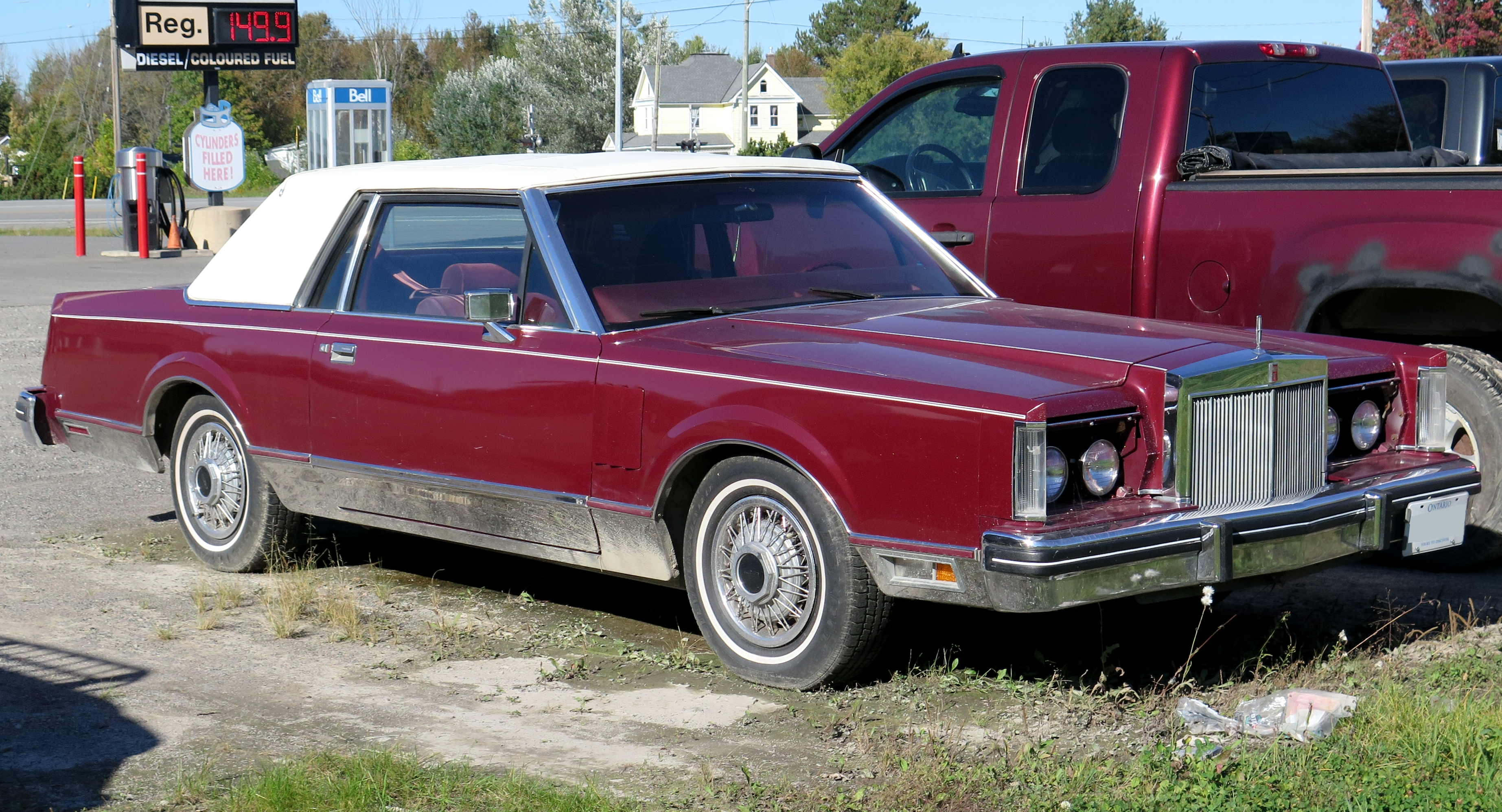
Lincoln Continental Mark VI
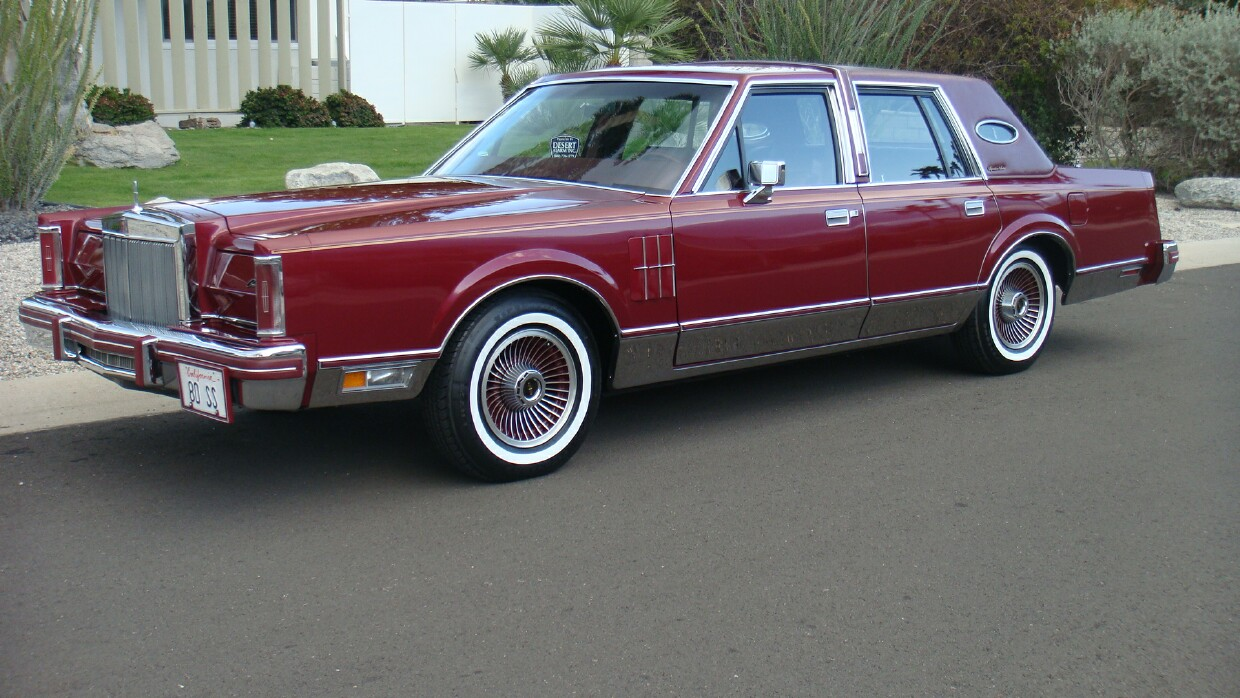
Lincoln Continental Mark VI седан
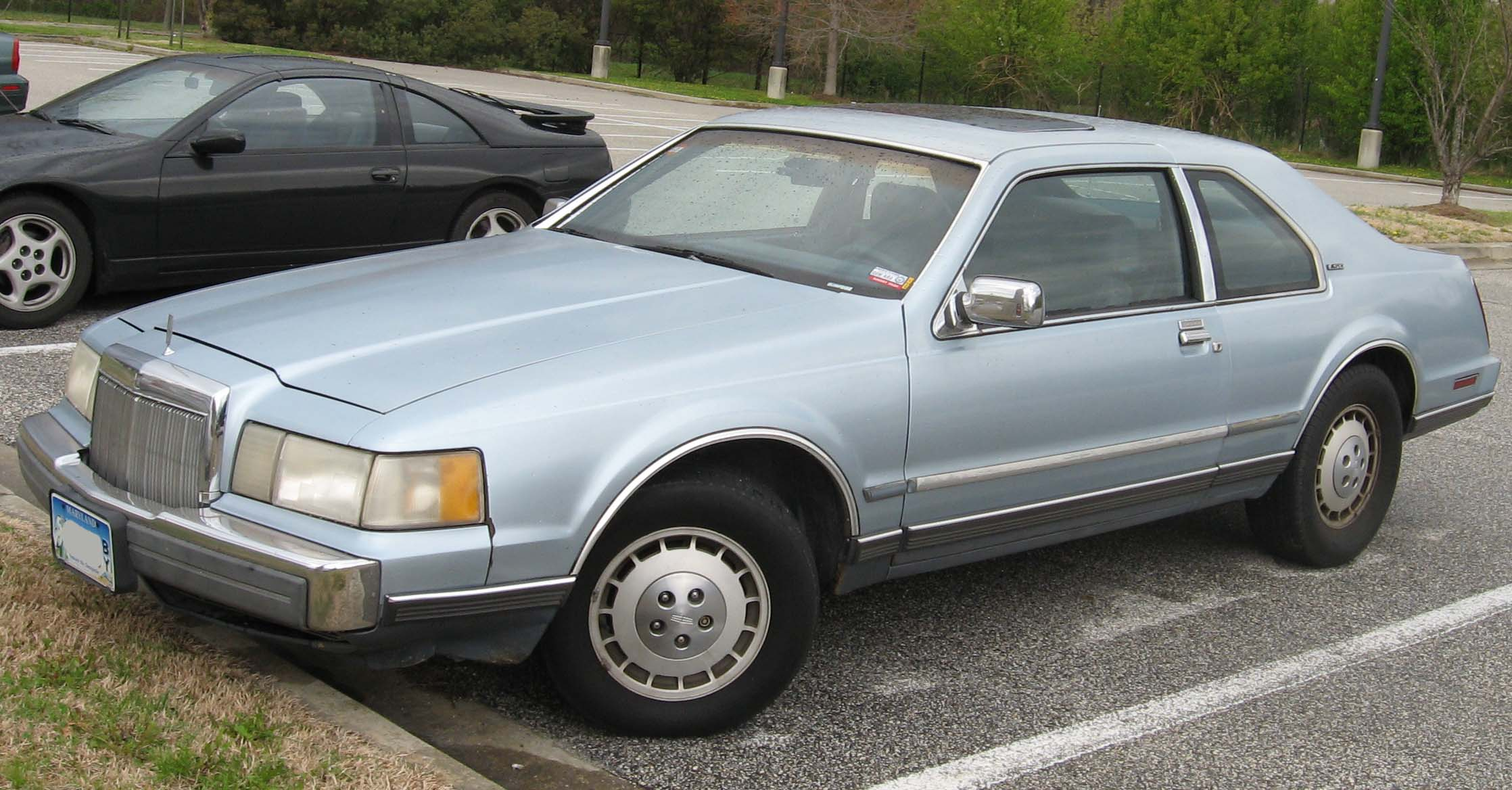
Lincoln Continental Mark VII
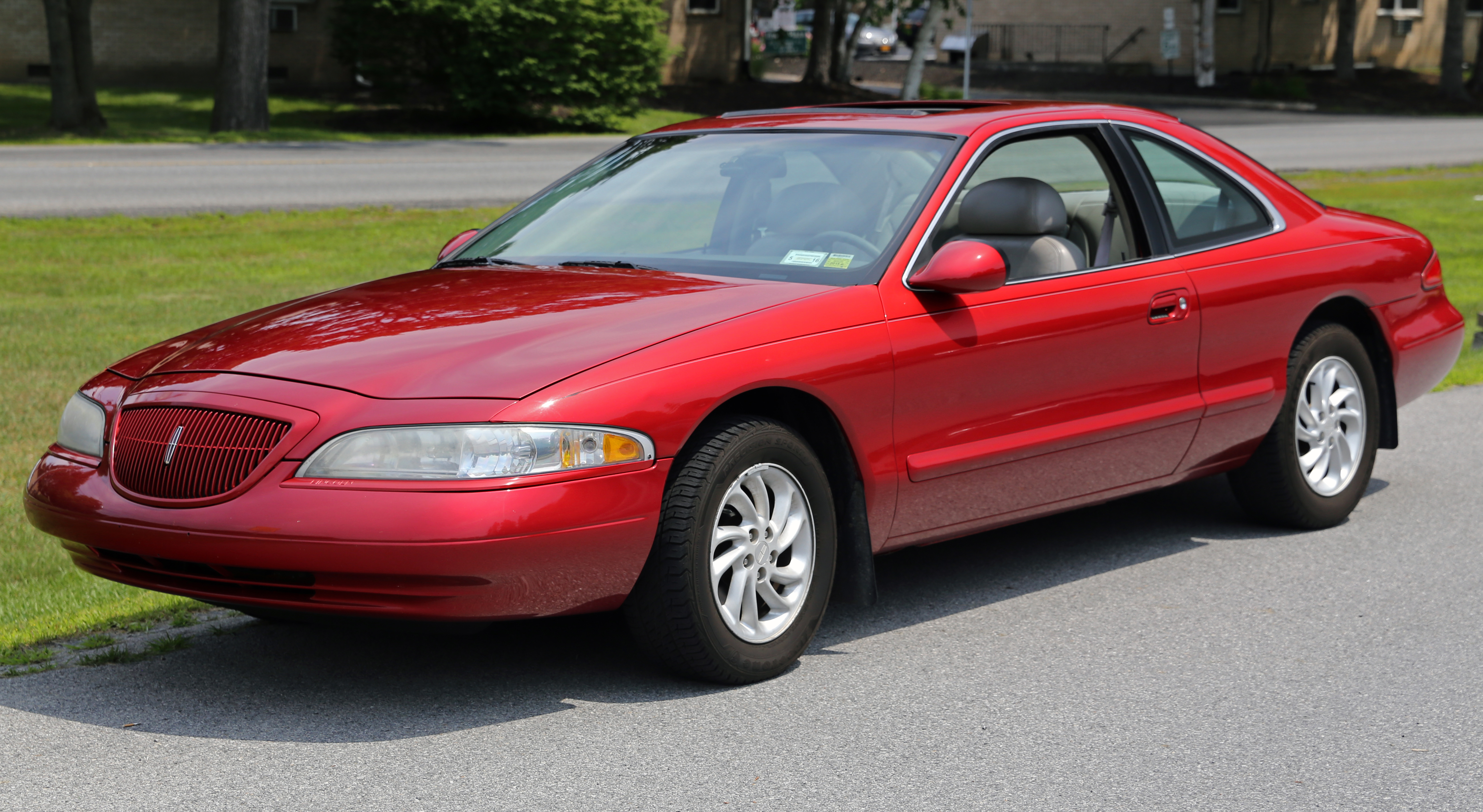
Lincoln Mark VIII